# Gustaf Blomgren
Gustaf Adolf Viktor Blomgren (né le 24 décembre 1887 à Göteborg et mort le 25 juillet 1956 à Göteborg) est un plongeur suédois, médaillé olympique de plongeon.

## Palmarès
| Édition        | Épreuve      | Épreuve       |
| Édition        | Tremplin 3 m | Haut vol 10 m |
| Stockholm 1912 | -            | Bronze        |
| Anvers 1920    | 4e           | 4e            |